# Maldivas en los Juegos Paralímpicos
Maldivas en los Juegos Paralímpicos está representada por el Comité Paralímpico de las Maldivas, miembro del Comité Paralímpico Internacional.
Ha participado en dos ediciones de los Juegos Paralímpicos de Verano, su primera presencia tuvo lugar en Tokio 2020. El país no ha obtenido ninguna medalla en las ediciones de verano.
En los Juegos Paralímpicos de Invierno Maldivas no ha participado en ninguna edición.

## Medallero

### Por edición
Juegos Paralímpicos de Verano
| Evento     | Oro | Plata | Bronce | Total |
| ---------- | --- | ----- | ------ | ----- |
| Tokio 2020 | 0   | 0     | 0      | 0     |
| París 2024 | 0   | 0     | 0      | 0     |
| TOTAL      | 0   | 0     | 0      | 0     |